# Список галиотов Российского флота

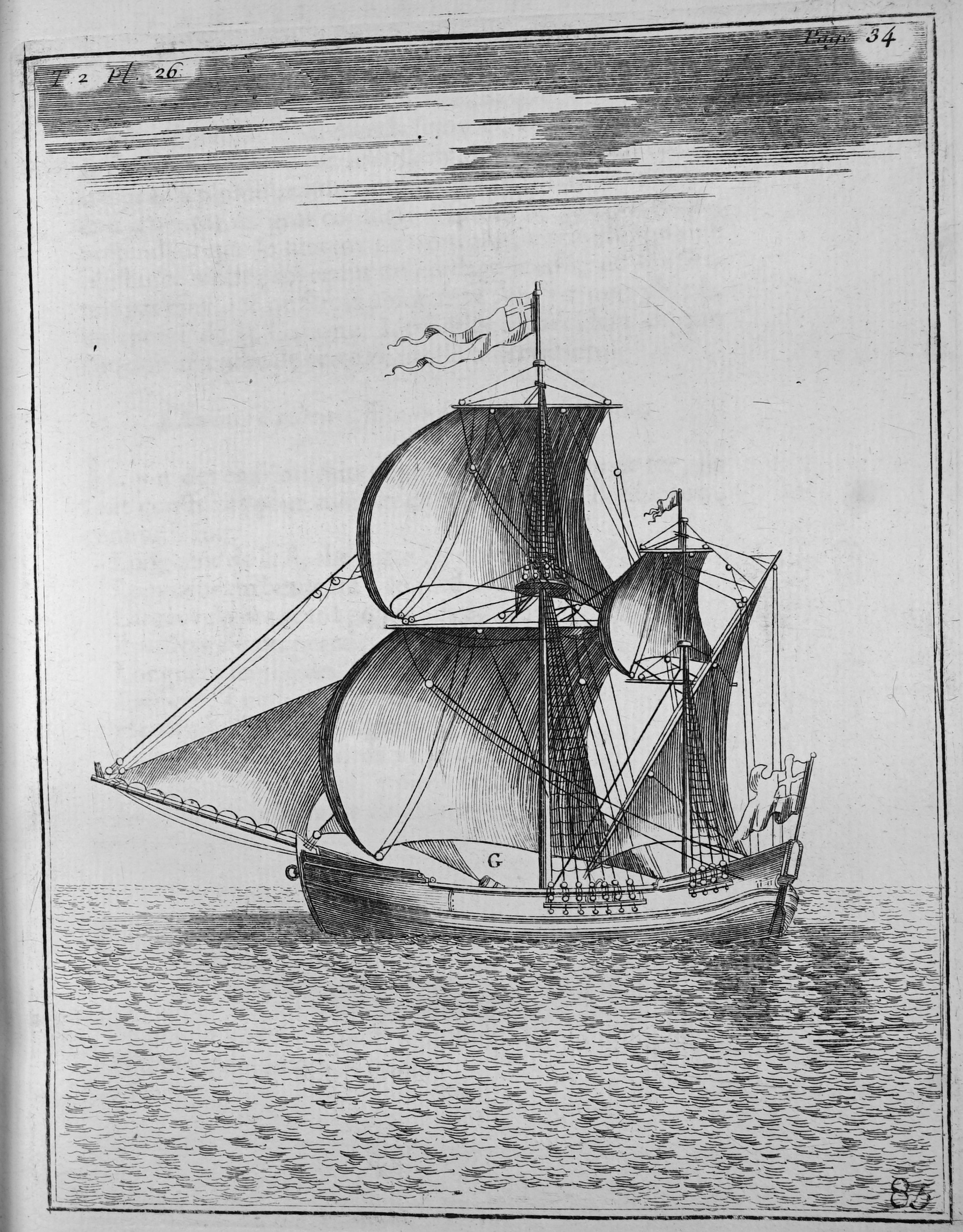
Двухмачтовый галиот

В список включены все парусные галиоты, состоявшие на вооружении Российского флота.
В российском флоте под наименованием галиотов несли службу два типа судов. Первоначально галиотами называли небольшие маневренные и быстроходные галеры, которые были распространены на Средиземном море и использовались в качестве грузовых судов, а также были популярны у пиратов. Суда такого типа строились для комплектования Азовской флотилии во время русско-турецкой войны 1686—1700 годов. В более позднее время галиотами называли небольшие транспортные двух- или трёхмачтовые суда, которые были распространены на Балтике. За исключением галиотов, построенных во время русско-турецкой войны 1686—1700 годов, русские галиоты относились ко второму типу. По большей части строились двухмачтовые галиоты, однако было построено и несколько трёхмачтовых. Галиоты использовались в качестве грузовых, пассажирских, посыльных и экспедиционных судов, а также для выполнения гидрографических работ.
Для нужд флотов и флотилий России суда данного типа строились с начала XVIII и до начала XIX века, также использовался ряд купленных и трофейных судов. Галиоты несли службу в составе Балтийского и Черноморского флотов, Азовской, Днепровской, Каспийской и Сибирской флотилий.

## Легенда
Список судов разбит на разделы по флотам и флотилиям, внутри разделов суда представлены в порядке очерёдности включения их в состав флота, в рамках одного года — по алфавиту.
- Размер — длина и ширина судна в метрах.
- Осадка — осадка судна (глубина погружения в воду) в метрах.
- Верфь — верфь постройки судна.
- Корабельный мастер — фамилия мастера, построившего судно.
- История службы — основные места и события.
- н/д — нет данных.

Сортировка может проводиться по любому из выбранных столбцов таблиц, кроме столбцов История службы и Примечания.

## Галиоты Балтийского флота
В разделе приведены все галиоты, входившие в состав Балтийского флота России.
| Наименование           | Ор. | Размер     | Осадка | Эк. | Верфь                                                                                     | Мастер             | Вх.  | Вых.      | История службы | Прим.                    |
| ---------------------- | --- | ---------- | ------ | --- | ----------------------------------------------------------------------------------------- | ------------------ | ---- | --------- | --- | ------------------------ |
| Курьер                 | 6   | 17,1 x 4,6 | 1,5    | н/д | Олонецкая верфь                                                                           | В. Геренс и Я. Кол | 1703 | н/д       | Принимал участие в Северной войне, использовался в качестве грузового и посыльного судна. | [ 2 ] [ 3 ]              |
| Соль                   | 6   | 17,1 x 4,6 | 1,5    | н/д | Олонецкая верфь                                                                           | Я. Кол             | 1703 | н/д       | Принимал участие в Северной войне, использовался для доставки грузов в приморские крепости и на суда эскадр. | [ 2 ] [ 3 ]              |
| Почт-Галиот            | 6   | 17,1 x 4,6 | 1,5    | н/д | Олонецкая верфь                                                                           | Я. Кол             | 1703 | н/д       | Принимал участие в Северной войне, использовался в качестве посыльного судна. | [ 2 ] [ 3 ]              |
| Александр              | н/д | н/д        | н/д    | н/д | Место постройки не установлено. Захвачены у шведов в Нарве.                               | н/д                | 1704 | н/д       | Принимали участие в Северной войне в качестве грузового судна, в мае 1710 года участвовали в походе к Выборгу. | [ 4 ] [ 5 ]              |
| Пророк Даниил          | н/д | н/д        | н/д    | н/д | Место постройки не установлено. Захвачены у шведов в Нарве.                               | н/д                | 1704 | н/д       | Принимали участие в Северной войне в качестве грузового судна, в мае 1710 года участвовали в походе к Выборгу. | [ 4 ] [ 5 ]              |
| Мозас                  | н/д | н/д        | н/д    | н/д | Место постройки не установлено. Захвачены у шведов в Нарве.                               | н/д                | 1704 | н/д       | Принимали участие в Северной войне в качестве грузового судна, в мае 1710 года и в мае 1712 года участвовали в походах к Выборгу. | [ 4 ] [ 5 ]              |
| Санта-Анна             | н/д | н/д        | н/д    | н/д | Место постройки не установлено. Захвачены у шведов в Нарве.                               | н/д                | 1704 | н/д       | Принимали участие в Северной войне в качестве грузового судна, в мае 1710 года и в мае 1712 года участвовали в походах к Выборгу. | [ 4 ] [ 5 ]              |
| Святой Пётр            | н/д | н/д        | н/д    | н/д | Место постройки не установлено. Захвачены у шведов в Нарве.                               | н/д                | 1704 | н/д       | Принимали участие в Северной войне в качестве грузового судна, в мае 1710 года и в мае 1712 года участвовали в походах к Выборгу. | [ 4 ] [ 5 ]              |
| Юнгфрау Мария          | н/д | н/д        | н/д    | н/д | Место постройки не установлено. Захвачены у шведов в Нарве.                               | н/д                | 1704 | н/д       | Принимали участие в Северной войне в качестве грузового судна, в мае 1710 года и в мае 1712 года участвовали в походах к Выборгу. | [ 4 ] [ 5 ]              |
| 4 галиота без названия | н/д | н/д        | н/д    | н/д | Место постройки не установлено. Захвачены у шведов в Нарве.                               | н/д                | 1704 | н/д       | Сведений о плаваниях не сохранилось. | [ 5 ]                    |
| Гаубичный галиот       | н/д | н/д        | н/д    | н/д | Олонецкая верфь                                                                           | н/д                | 1705 | н/д       | Сведений о плаваниях не сохранилось. | [ 2 ]                    |
| Бомбардирский галиот   | н/д | н/д        | н/д    | н/д | Олонецкая верфь                                                                           | н/д                | н/д  | н/д       | Сведений о плаваниях не сохранилось. | [ 2 ]                    |
| Без названия           | н/д | н/д        | н/д    | н/д | Олонецкая верфь                                                                           | Р. Броун           | н/д  | н/д       | Сведений о плаваниях не сохранилось. | [ 2 ] [ 6 ]              |
| Элеонора               | н/д | н/д        | н/д    | н/д | Место постройки не установлено. Захвачен у шведов у берегов Померании.                    | н/д                | 1712 | н/д       | Принимал участие в Северной войне. | [ 4 ] [ 7 ]              |
| Елизабет-Екатерина     | н/д | н/д        | н/д    | н/д | Место постройки не установлено. Захваченный голландский галиот, перевозивший контрабанду. | н/д                | 1719 | н/д       | Принимал участие в Северной войне, использовался для доставки провианта на суда флота. | [ 4 ]                    |
| Юнге-Питер             | н/д | н/д        | н/д    | н/д | н/д                                                                                       | н/д                | 1719 | н/д       | Принимал участие в Северной войне в качестве грузового судна. С 1720 по 1723 год на судне выполнялась опись Финского залива. | [ 8 ]                    |
| Тонеин                 | н/д | н/д        | н/д    | н/д | Место постройки не установлено. Приобретён в Голландии.                                   | н/д                | 1719 | 1739      | В 1727, 1728 и 1731 годах совершал плавания в Киль в составе отрядов. В 1730 году доставил грузы из Кронштадта в Ревель. В 1732 и 1733 годах использовался для грузовых перевозок между портами Финского залива. Осенью 1737 года ходил в Стокгольм. | [ 8 ]                    |
| Карс-макер             | н/д | н/д        | н/д    | н/д | Одна из верфей Санкт-Петербурга                                                           | н/д                | 1723 | 1734      | В 1727 году совершил плавание в Киль, в 1733 — в Данциг. В 1734 году принимал участие в действиях флота под Данцигом, в мае того же года был захвачен французским флотом, однако в июле отбит и отправлен в Кронштадт. Разбился 12 (23) сентября 1734 года по пути из Кронштадта в Ревель. | [ 2 ] [ 3 ] [ 9 ] [ 10 ] |
| Новый курьер           | н/д | н/д        | н/д    | н/д | н/д                                                                                       | н/д                | н/д  | 1740      | Сведений о плаваниях не сохранилось. Разбился в Финском заливе. | [ 2 ]                    |
| Гогланд                | н/д | н/д        | н/д    | н/д | Новоладожская верфь                                                                       | н/д                | 1730 | 1743      | В 1730, 1732 и 1733 годах использовался для грузовых перевозок между портами Финского залива. В 1731 году совершил плавание в Киль. В 1734 году принимал участие в действиях флота под Данцигом, в мае того же года был захвачен французским флотом, однако в июле отбит и отправлен в Кронштадт. В 1735 и 1736 годах использовался для перевозки грузов между Кронштадтом, Ревелем и маяками Финского залива. С 1736 по 1738 год на галиоте проводился осмотр маяков и установка вех. 5 (16) октября 1743 по дороге в Стокгольм в шхерах у Фридрихсгама налетел на риф и разбился. | [ 2 ] [ 11 ]             |
| Елеонора               | н/д | н/д        | н/д    | н/д | Новоладожская верфь                                                                       | н/д                | 1730 | н/д       | С 1730 по 1733 год использовался для грузовых перевозок между портами Финского залива. В 1732 году также совершил плавание в Копенгаген, а в 1733 году — в Курляндию. В 1737 году галиот готовили к походу во Францию, однако поход был отменен. | [ 12 ]                   |
| Александра             | н/д | н/д        | н/д    | н/д | Новоладожская верфь                                                                       | н/д                | 1731 | н/д       | С 1731 по 1733 год использовался для грузовых перевозок между портами Финского залива. В 1734 году принимал участие в действиях флота под Данцигом. | [ 12 ]                   |
| Вологда                | н/д | н/д        | н/д    | н/д | Быковская верфь                                                                           | н/д                | 1736 | н/д       | Состоял при Архангельском порте. | [ 2 ] [ 12 ]             |
| Олонец                 | н/д | н/д        | н/д    | н/д | Новоладожская верфь                                                                       | н/д                | 1741 | 1744      | С 1742 по 1744 год использовался для грузовых перевозок между портами Финского залива. В сентябре 1744 года по пути из Кронштадта в Стокгольм налетел в шхерах на камни и затонул. | [ 13 ]                   |
| Анна-Мария             | н/д | н/д        | н/д    | н/д | Место постройки не установлено. Захвачены у шведов.                                       | н/д                | 1743 | н/д       | С 1746 года использовался в качестве грузового судна, для ставил вех и баканов. Принимал участие в Семилетней войне 1756—1763 годов в качестве грузового судна. Зимой 1759—1760 годов подвергся тимберовке в Кронштадте. | [ 4 ]                    |
| Меркуриус              | н/д | н/д        | н/д    | н/д | Место постройки не установлено. Захвачены у шведов.                                       | н/д                | 1743 | 1743      | Затонул 21 августа (1 сентября) 1743 года при переходе из Данцига в Кронштадт. | [ 4 ]                    |
| Рак                    | н/д | н/д        | н/д    | н/д | н/д                                                                                       | н/д                | 1750 | 1770      | С 1751 по 1756 год использовался для грузовых перевозок между портами Финского залива, плаваний между Кронштадтом и Данцигом, а также для установки вех между Кронштадтом и островом Гогланд. Принимал участие в Семилетней войне, в том числе в блокаде Мемеля. После войны использовался для перевозки грузов между портами Финского и Рижского заливов. | [ 12 ]                   |
| Черепаха               | н/д | н/д        | н/д    | н/д | н/д                                                                                       | н/д                | 1750 | н/д       | С 1754 по 1756 год использовался для грузовых перевозок между портами Финского залива, плаваний между Кронштадтом и Данцигом, а также для установки вех между Барезундом и островом Гогланд. Принимал участие в Семилетней войне, использовался в качестве грузового и почтового судна. | [ 12 ]                   |
| Юнге-Тобиас            | н/д | н/д        | н/д    | н/д | Место постройки не установлено. Прусский галиот, захваченный у Дракоу.                    | н/д                | 1757 | 1771      | Принимал участие в Семилетней войне 1756—1763 годов, использовался в качестве грузового и брандвахтенного судна. Ночью 28 октября (8 ноября) 1771 года выскочил на берег острова Гогланд и разбился. | [ 4 ]                    |
| № 1                    | н/д | н/д        | н/д    | н/д | Место постройки не установлено. Прусский галиот, захваченный у Кольберга.                 | н/д                | 1760 | н/д       | Принимал участие в Семилетней войне 1756—1763 годов, использовался для снабжения судов эскадры, перевозки грузов и войск. | [ 4 ]                    |
| № 2                    | н/д | н/д        | н/д    | н/д | Место постройки не установлено. Прусский галиот, захваченный у Кольберга.                 | н/д                | 1760 | н/д       | Принимал участие в Семилетней войне 1756—1763 годов, использовался для снабжения судов эскадры, перевозки грузов и войск. | [ 4 ]                    |
| № 3                    | н/д | н/д        | н/д    | н/д | Место постройки не установлено. Прусский галиот, захваченный у Кольберга.                 | н/д                | 1760 | 1768      | С 1764 по 1768 год использовался для грузовых перевозок между портами Финского и Рижского заливов. 3 (14) сентября 1768 года по пути из Риги в Ревель получил повреждения и был вынужден стать на якорь у острова Оденсгольм, на а следующий день сильным ветром и волнами был выброшен на отмель. Экипаж и груз были переправлены на берег, а галиот разобран. | [ 2 ] [ 4 ]              |
| № 4                    | н/д | н/д        | н/д    | н/д | Место постройки не установлено. Прусский галиот, захваченный у Кольберга.                 | н/д                | 1760 | 1768      | В 1762 и 1763 годах нёс брандвахтенную службу в Ревеле. | [ 4 ]                    |
| Кронверк               | н/д | н/д        | н/д    | н/д | Олонецкая верфь                                                                           | н/д                | 1766 | 1769      | В 1766 и 1767 годах использовался в качестве пассажирского и грузового судна. В 1769 году использовался для обеспечения перехода в Копенгаген Первой Архипелагской эскадры, 30 октября (10 ноября) 1769 года разбился на рифе острова Малый Рогге. | [ 14 ]                   |
| Кроншлот               | н/д | н/д        | н/д    | н/д | Олонецкая верфь                                                                           | н/д                | 1766 | н/д       | В 1766, 1767 и 1768 годах использовался в качестве пассажирского и грузового судна. В 1769 году использовался для обеспечения перехода в Копенгаген Первой Архипелагской эскадры. С 1770 по 1776 год состоял на грузовых перевозках между портами Финского залива. | [ 14 ]                   |
| Кронштадт              | н/д | н/д        | н/д    | н/д | Олонецкая верфь                                                                           | н/д                | 1766 | 1784      | В 1766 году использовался в качестве пассажирского судна. В 1769 году обеспечивал переход в Копенгаген Первой Архипелагской эскадры. С 1771 по 1774 год состоял на грузовых перевозках между портами Финского залива. В 1782 году нёс брандвахтенную службу в Кронштадте, а в 1783 и 1784 годах использовался для установки вех и баканов, разбился 17 (28) августа 1784 года, наскочив на мель у мыса Переспе. | [ 14 ]                   |
| Стрельна               | н/д | н/д        | н/д    | н/д | Олонецкая верфь                                                                           | н/д                | 1766 | 1773      | В 1766 году использовался в качестве пассажирского судна. С 1767 по 1773 год состоял на грузовых перевозках между портами Финского залива. Разбился 14 (25) сентября 1773 года у острова Соммерс. | [ 14 ] [ 15 ]            |
| Цитадель               | н/д | н/д        | н/д    | н/д | Олонецкая верфь                                                                           | н/д                | 1766 | н/д       | В 1766 году использовался в качестве пассажирского судна. В 1767 году использовался для доставки грузов на маяки, с 1770 по 1788 состоял на грузовых перевозках между портами Финского залива, а также использовался для постановки вех и баканов. | [ 14 ]                   |
| Святой Иоанн           | н/д | н/д        | н/д    | н/д | Место постройки не установлено. Захвачен и шведов в Выборгском заливе.                    | н/д                | 1790 | 1806      | С 1790 по 1806 год использовался для грузовых перевозок между портами Финского залива. 27 сентября (9 октября) 1806 года был застигнут штормом на Нарвском рейде и выброшен на берег. | [ 16 ] [ 17 ]            |
| Фёдор                  | н/д | н/д        | н/д    | н/д | Городская верфь                                                                           | н/д                | 1790 | 1794      | Использовался для грузовых перевозок портами Финского залива. 10 (21) октября 1794 года разбился в шхерах у Свеаборга. | [ 18 ]                   |
| Перфилий               | н/д | н/д        | н/д    | н/д | Городская верфь                                                                           | н/д                | 1790 | 1796      | Использовался для грузовых перевозок портами Финского залива. 11 (22) ноября 1796 года из-за открывшейся течи посажен на отмель у острова Пейсари. | [ 18 ]                   |
| 2 галиота              | н/д | н/д        | н/д    | н/д | Казанская верфь                                                                           | н/д                | 1797 | 1806/1808 | Несли службу в составе гребной флотилии. Разобраны в Кронштадте. | [ 15 ] [ 18 ]            |
| Без названия           | н/д | н/д        | н/д    | н/д | Казанская верфь                                                                           | н/д                | 1797 | 1809      | Нёс службу в составе гребной флотилии. Разобран в Свеаборге. | [ 15 ] [ 18 ]            |
| 2 галиота              | н/д | н/д        | н/д    | н/д | Казанская верфь                                                                           | н/д                | 1797 | 1810      | Несли службу в составе гребной флотилии. Разобраны в Або. | [ 15 ] [ 18 ]            |
| 2 галиота              | н/д | н/д        | н/д    | н/д | Казанская верфь                                                                           | н/д                | 1797 | 1812      | Несли службу в составе гребной флотилии. Разобраны в Санкт-Петербурге. | [ 15 ] [ 18 ]            |
| Святой Иаков           | н/д | н/д        | н/д    | н/д | Галерная верфь                                                                            | н/д                | 1799 | 1806      | Использовался для грузовых перевозок портами Финского залива. 28 июля (9 августа) 1806 года по пути Нарвы в Ревель наскочил на камни в районе мыса Лативанеми и спустя 3 дня был полностью разбит волнами. | [ 15 ] [ 18 ]            |
| Александр              | н/д | н/д        | н/д    | н/д | Галерная верфь                                                                            | н/д                | 1799 | 1810      | Использовался для грузовых перевозок портами Финского залива. Затонул в 1810 году. | [ 15 ] [ 18 ]            |
| Николай                | н/д | 18,6 x 7   | 3,4    | н/д | н/д                                                                                       | н/д                | 1801 | 1805      | Использовался для грузовых перевозок между портами Финского залива. Разобран в Кронштадте. | [ 8 ] [ 15 ]             |
| Святой Николай         | н/д | 26,2 x 7,9 | 3,4    | н/д | н/д                                                                                       | н/д                | 1805 | 1806      | Использовался для грузовых перевозок между портами Финского залива. 13 (25) сентября 1806 года по пути из Нарвы в Ревель во время шторма наскочил на мель. Снять галиот с мели не удалось, и к 28 сентября (10 октября) его разбило волнами. | [ 8 ] [ 15 ]             |
| Василий                | н/д | 22,8       | н/д    | н/д | н/д                                                                                       | н/д                | 1806 | 1811      | Использовались для грузовых перевозок между портами Финского залива. Разобраны в Ревеле. | [ 8 ] [ 15 ]             |
| Григорий               | н/д | 22,8       | н/д    | н/д | н/д                                                                                       | н/д                | 1806 | 1811      | Использовались для грузовых перевозок между портами Финского залива. Разобраны в Ревеле. | [ 8 ] [ 15 ]             |
| Кузьма                 | н/д | 22,8       | н/д    | н/д | н/д                                                                                       | н/д                | 1806 | 1811      | Использовались для грузовых перевозок между портами Финского залива. Разобраны в Ревеле. | [ 8 ] [ 15 ]             |
| Михаил                 | н/д | 22,8       | н/д    | н/д | н/д                                                                                       | н/д                | 1806 | 1811      | В 1806 году на галиоте доставляли лес из Лодейного Поля в Кронштадт, Ревель и Нарву. С 1807 по 1810 год использовался для грузовых перевозок между портами Финского залива. Разобран в Ревеле. | [ 8 ] [ 19 ]             |
| Николай                | н/д | н/д        | н/д    | н/д | н/д                                                                                       | н/д                | 1806 | 1811      | Использовались для грузовых перевозок между портами Финского залива. Разобраны в Ревеле. | [ 8 ] [ 19 ]             |
| Иаков                  | н/д | н/д        | н/д    | н/д | н/д                                                                                       | н/д                | 1806 | 1811      | Использовались для грузовых перевозок между портами Финского залива. Разобраны в Ревеле. | [ 8 ] [ 19 ]             |
| Иоанн                  | н/д | н/д        | н/д    | н/д | н/д                                                                                       | н/д                | 1806 | 1811      | Использовались для грузовых перевозок между портами Финского залива. Разобраны в Ревеле. | [ 8 ] [ 19 ]             |
| № 3                    | н/д | н/д        | н/д    | н/д | н/д                                                                                       | н/д                | н/д  | н/д       | В кампании 1817 и 1818 годов совершал плавания между Санкт-Петербургом и Петергофом. | [ 20 ]                   |
| № 8                    | н/д | н/д        | н/д    | н/д | н/д                                                                                       | н/д                | н/д  | н/д       | В кампанию 1810 года совершал плавания между Санкт-Петербургом и Кронштадтом. | [ 21 ]                   |
| Анна                   | н/д | н/д        | н/д    | н/д | н/д                                                                                       | н/д                | 1814 | 1821      | Использовался для грузовых перевозок между портами Финского залива. Разобран в Свеаборге. | [ 8 ] [ 19 ]             |
| Иоанн                  | н/д | н/д        | н/д    | н/д | н/д                                                                                       | н/д                | 1814 | 1814      | Использовался для грузовых перевозок между портами Финского залива. 19 сентября (1 октября) 1814 года сел на мель и был разбит волнами у острова Гогланд. | [ 8 ] [ 19 ]             |
| Филипп                 | н/д | н/д        | н/д    | н/д | н/д                                                                                       | н/д                | 1814 | 1822      | Использовался для грузовых перевозок между портами Финского залива. Разобран в Роченсальме (По другим данным разбился в 1814 году). | [ 19 ] [ 4 ]             |

## Лоц-галиоты Балтийского флота
В разделе приведены все лоц-галиоты, входившие в состав Балтийского флота России. Конструктивно эти суда относились к галиотам, однако были построены и оборудованы специально для выполнения гидрографических работ.
| Наименование | Ор. | Размер | Осадка | Эк. | Верфь           | Мастер      | Вх.  | Вых. | История службы | Прим.               |
| ------------ | --- | ------ | ------ | --- | --------------- | ----------- | ---- | ---- | --- | ------------------- |
| Курир        | н/д | н/д    | н/д    | 10  | Олонецкая верфь | И. Татищев  | 1704 | н/д  | Принимал участие в Северной войне, выполнял промеры Невской губы и у острова Котлин. В мае 1712 года участвовал в походе к Выборгу. | [ 2 ] [ 23 ] [ 24 ] |
| Лоцман       | н/д | н/д    | н/д    | 10  | Охтенская верфь | В. Соловьев | 1726 | н/д  | Использовался для доставки грузов и людей на маяки, установки и снятия вех и баканов в Финском заливе. В октябре 1731 года оказал помощь севшему на мель фрегату «Эсперанс». В мае 1734 года был захвачен французскими судами, однако освобождён при захвате Данцига. В 1735 году подвергся ремонту на Галерной верфи. Принимал участие в русско-шведской войне 1741—1743 годов. С 1744 по 1746 год состоял на почтовом сообщении между Кронштадтом и Данцигом. В 1753 и 1754 годах помимо гидрографических работ использовался для поиска подходящих для разведения устриц банок. | [ 23 ] [ 24 ]       |
| Штурман      | н/д | н/д    | н/д    | 10  | Охтенская верфь | В. Соловьев | 1727 | н/д  | Использовался для доставки грузов и людей на маяки, установки и снятия вех и баканов в Финском заливе. В 1735 году подвергся ремонту d Кронштадте. Принимал участие в русско-шведской войне 1741—1743 годов. В 1746 году состоял на почтовом сообщении между Кронштадтом и Любеком, а в 1749 и 1754 годах — между Кронштадтом и Ревелем. | [ 25 ] [ 26 ]       |
| Тонеин       | н/д | н/д    | н/д    | н/д | Галерная верфь  | н/д         | 1740 | 1768 | В 1740 году производил промеры и съемку пролива Моонзунд. Принимал участие в русско-шведской войне 1741—1743 годов. В 1745 и 1746 годах использовался для установки вех и наблюдения за фарватерами. 30 октября (10 ноября) 1745 года у Толбухина маяка был затерт льдами и на следующий день сел на Толбухину мель. В ноябре и декабре был снят с мели и проведён в Кронштадт. В 1747 году ходил в Данциг. С 1748 по 1750 году устанавливал вехи и баканы от Кронштадта до банки Кальбодегрунд. Принимал участие в Семилетней войне 1756—1763 годов в качестве гидрографического, грузового и посыльного судна. В 1768 году был застигнут штормом во время стоянки у острова Оденсгольм, выброшен на берег и разбился. | [ 26 ] [ 27 ]       |
| Лоцман       | н/д | н/д    | н/д    | н/д | Олонецкая верфь | н/д         | 1755 | н/д  | С 1755 по 1759 на судне выполнялись гидрографические работы в Финском заливе. Принимал участие в Семилетней войне 1756—1763 годов, в том числе в эвакуации войск из Кольберга. С 1761 по 1764 год использовался для установки вех и баканов в Финском заливе. В 1765 году нёс брандвахтенную службу на Кронштадтском рейде. | [ 26 ] [ 27 ]       |
| Штурман      | н/д | н/д    | н/д    | н/д | Олонецкая верфь | н/д         | 1755 | н/д  | С 1756 состоял на почтовом сообщении между Кронштадтом и Данцигом. Принимал участие в Семилетней войне 1756—1763 годов в качестве гидрографического, брандвахтенного и грузового судна. | [ 26 ] [ 27 ]       |
| № 1          | н/д | н/д    | н/д    | н/д | Галерная верфь  | н/д         | 1772 | н/д  | Использовался для гидрографических работ в Финском заливе и доставки провизии на маяки. | [ 26 ] [ 27 ]       |

## Галиоты Черноморского флота и Азовской флотилии
В разделе приведены все галиоты, входившие в состав Азовской флотилии и Черноморского флота России, а также галиот «Дунай», входивший поочерёдно в состав Дунайской и Азовской флотилий, а затем Черноморского флота.
| Наименование | Ор. | Размер     | Осадка | Эк. | Верфь                                                      | Мастер | Вх.  | Вых. | История службы | Прим.                |
| ------------ | --- | ---------- | ------ | --- | ---------------------------------------------------------- | ------ | ---- | ---- | --- | -------------------- |
| 11 галиотов  | н/д | н/д        | н/д    | н/д | Воронежская верфь                                          | н/д    | 1699 | н/д  | В мае 1699 года ушли из Воронежа в Азов. | [ 3 ]                |
| Дунай        | н/д | н/д        | н/д    | н/д | Место постройки не установлено. Захвачен у турок на Дунае. | н/д    | 1771 | н/д  | Принимал участие в русско-турецкой войне 1768—1774 годов в качестве крейсерского судна. С 1775 по 1784 год использовался для перевозки грузов между портами Азовского моря. | [ 16 ] [ 17 ]        |
| Буйвол       | 6   | 24,4 x 6,7 | 3,5    | н/д | Новопавловская или Новохоперская верфи                     | н/д    | 1774 | н/д  | В 1775 и 1776 годах совершал плавания в Константинополь. С 1777 по 1783 год использовался для грузовых перевозок между портами Чёрного и Азовского морей. | [ 16 ] [ 28 ]        |
| Верблюд      | 6   | 24,4 x 6,7 | 3,5    | н/д | Новопавловская или Новохоперская верфи                     | н/д    | 1774 | н/д  | С 1775 по 1785 год использовался для грузовых перевозок между портами Чёрного и Азовского морей. Летом 1775 года на судне в Синоп были доставлены пленные турки. В 1786 и 1787 годах стоял в Севастополе, а осенью 1788 года был переоборудован в бомбардирский корабль и переименован в «Алексей».                                                                      | [ 29 ] [ 30 ] [ 31 ] |
| Осёл         | 6   | 24,4 x 6,7 | 3,5    | н/д | Новопавловская или Новохоперская верфи                     | н/д    | 1774 | н/д  | С 1775 по 1786 год использовался для грузовых перевозок между портами Чёрного и Азовского морей. | [ 28 ] [ 32 ]        |
| Слон         | 6   | 24,4 x 6,7 | 3,5    | н/д | Новопавловская или Новохоперская верфи                     | н/д    | 1774 | 1787 | С 1774, с 1776 по 1781 и с 1784 по 1787 годы использовался для грузовых перевозок между портами Чёрного и Азовского морей. В 1775 году на судне производилась опись и промеры Днепровского лимана, а в 1782 и 1783 годах — гидрографические работы в Азовском море. 18 (29) октября 1787 года по пути из Херсона в Севастополь шквалом был выброшен на берег и разбился. | [ 16 ] [ 28 ]        |
| Дрофа        | н/д | 24,4 x 7,3 | 3,4    | н/д | Новопавловская, Новохоперская или Гнилотонская верфи       | н/д    | 1779 | н/д  | С 1779 по 1786 год использовался для грузовых перевозок между портами Азовского моря, в декабре 1781 года вмерз в лед у Таганрога, однако позже был исправлен. | [ 28 ]               |
| Лебедь       | н/д | 24,4 x 7,3 | 3,4    | н/д | Новопавловская, Новохоперская или Гнилотонская верфи       | н/д    | 1779 | 1786 | С 1779 по 1786 год использовался для грузовых перевозок между портами Чёрного и Азовского морей, в декабре 1781 года вмерз в лед у Таганрога, однако позже был исправлен. 1 (12) декабря 1786 года во время шторма потерял все паруса и стал на якоря в устье Днестра, а 16 (27) декабря был сорван с якорей, выброшен на берег у Аккермана и разбит.                    | [ 16 ] [ 28 ]        |
| Тарантул     | н/д | 24,4 x 7,3 | 3,4    | н/д | Новопавловская, Новохоперская или Гнилотонская верфи       | н/д    | 1779 | н/д  | С 1779 по 1787 год использовался для грузовых перевозок между портами Чёрного и Азовского морей. Осенью 1788 года переоборудован в бомбардирский корабль и переименован в «Святой Пётр». | [ 29 ] [ 30 ] [ 33 ] |
| Цапля        | н/д | 24,4 x 7,3 | 3,4    | н/д | Новопавловская, Новохоперская или Гнилотонская верфи       | н/д    | 1779 | н/д  | С 1779 по 1787 год использовался для грузовых перевозок между портами Чёрного и Азовского морей. Осенью 1788 года переоборудован в бомбардирский корабль и переименован в «Филипп». | [ 29 ] [ 30 ] [ 34 ] |
| Донец        | н/д | 24,4 x 7,3 | 3,4    | н/д | Новопавловская, Новохоперская или Гнилотонская верфи       | н/д    | 1783 | 1785 | С 1783 по 1785 год использовался для грузовых перевозок между портами Чёрного и Азовского морей. 21 февраля (4 марта) 1785 года по пути из Керчи в Севастополь во время шторма получил повреждения и посажен на мель у Ялты, а 22 февраля (5 марта) был разбит волнами.                                                                                                  | [ 16 ] [ 35 ]        |
| Темерник     | н/д | 24,4 x 7,3 | 3,4    | н/д | Гнилотонская верфь                                         | н/д    | 1783 | н/д  | С 1783 по 1787 год использовался для грузовых перевозок между портами Чёрного и Азовского морей. Осенью 1788 года переоборудован в бомбардирский корабль и переименован в «Иона». | [ 29 ] [ 34 ] [ 36 ] |

## Галиоты Дунайской флотилии
В разделе приведены все галиоты, входившие в состав Дунайской флотилии России, за исключением галиота «Дунай», начинавшего службу в составе Дунайской флотилии и закончившего — в составе Черноморского флота.
| Наименование   | Ор. | Размер     | Осадка | Эк. | Верфь                                                       | Мастер | Вх.  | Вых. | История службы | Прим.  |
| -------------- | --- | ---------- | ------ | --- | ----------------------------------------------------------- | ------ | ---- | ---- | --- | ------ |
| Перемириеносец | н/д | н/д        | н/д    | н/д | Место постройки не установлено. Захвачены у турок на Дунае. | н/д    | 1771 | н/д  | Принимал участие в русско-турецкой войне 1768—1774 годов, в том числе 30 июня (11 июля) 1772 года доставил в Таганрог известие о перемирии с Турцией. | [ 17 ] |
| № 2            | н/д | н/д        | н/д    | н/д | Место постройки не установлено. Захвачены у турок на Дунае. | н/д    | 1771 | н/д  | Принимал участие в русско-турецкой войне 1768—1774 годов, с 1772 по 1774 год выходил в плавания по Дунаю и крейсировал в Чёрном море. | [ 17 ] |
| № 3            | н/д | н/д        | н/д    | н/д | Место постройки не установлено. Захвачены у турок на Дунае. | н/д    | 1771 | н/д  | Принимал участие в русско-турецкой войне 1768—1774 годов, в 1772 году выходил в плавания по Дунаю, а в 1773 году нёс брандвахтенную службу в Сулинском гирле Дуная. | [ 17 ] |
| № 4            | н/д | н/д        | н/д    | н/д | Место постройки не установлено. Захвачены у турок на Дунае. | н/д    | 1771 | н/д  | Принимал участие в русско-турецкой войне 1768—1774 годов, в том числе в секретном задании: под видом перевозки груза из Измаила в Очаков планировалось произвести опись и промеры от Сулинского гирла Дуная до Очаковского рейда, однако на Очаковском рейде судно было задержано турками, но вскоре освобождено. | [ 17 ] |
| № 6            | н/д | 10,7 x 4,6 | 1,9    | н/д | Место постройки не установлено. Захвачены у турок на Дунае. | н/д    | 1771 | 1774 | Принимал участие в русско-турецкой войне 1768—1774 годов, в том числе для выполнения гидрографических работ и крейсерских плаваниях, а также принимал участие в перестрелке с судном противника. 12 (23) ноября 1774 года при переходе из Измаила в Керчь был посажен на мель из-за открывшейся течи в корпусе.   | [ 17 ] |

## Галиоты Каспийской флотилии
В разделе приведены все галиоты, входившие в состав Каспийской флотилии России. На Каспии несли службу 12 галиотов, построенных по одному проекту, тип «Номерной».
| Наименование | Ор. | Размер | Осадка | Эк. | Верфь                    | Мастер | Вх.  | Вых. | История службы | Прим.                                     |
| ------------ | --- | ------ | ------ | --- | ------------------------ | ------ | ---- | ---- | --- | ----------------------------------------- |
| № 1          | н/д | н/д    | н/д    | н/д | Казанское адмиралтейство | н/д    | 1797 | н/д  | С 1798 по 1802 год использовался для доставки грузов на суда флотилии и русские посты на берегах Каспийского моря. Принимал участие в русско-персидской войне 1804—1813 годов в качестве крейсерского, грузового и десантного судна. В 1809 году на судне выполнялись гидрографические работы в районе Астрахани.                     | [ 18 ] [ 37 ] [ 38 ]                      |
| № 2          | н/д | н/д    | н/д    | н/д | Казанское адмиралтейство | н/д    | 1797 | н/д  | С 1798 по 1802 год использовался для доставки грузов на суда флотилии и русские посты на берегах Каспийского моря. Принимал участие в русско-персидской войне 1804—1813 годов в качестве грузового и посыльного судна. С 1805 по 1808 год находился при Астраханском порте.                                                           | [ 18 ] [ 39 ] [ 40 ] [ 41 ]               |
| № 3          | н/д | н/д    | н/д    | н/д | Казанское адмиралтейство | н/д    | 1797 | н/д  | С 1798 по 1802 год совершал плавания между портами Каспийского моря и выходил в крейсерство к острову Сара. Принимал участие в русско-персидской войне 1804—1813 годов в качестве грузового, посыльного и десантного судна. | [ 42 ] [ 43 ]                             |
| № 4          | н/д | н/д    | н/д    | н/д | Казанское адмиралтейство | н/д    | 1797 | н/д  | С 1797 по 1801 год использовался для грузовых перевозок между портами Каспийского моря, в 1802 году занимал пост в Энзелийском заливе. Принимал участие в русско-персидской войне 1804—1813 годов в качестве грузового, посыльного и крейсерского судна.                                                                              | [ 44 ] [ 39 ] [ 45 ]                      |
| № 5          | н/д | н/д    | н/д    | н/д | Казанское адмиралтейство | н/д    | 1797 | 1805 | С 1798 по 1802 год использовался для грузовых перевозок между портами Каспийского моря. Принимал участие в русско-персидской войне 1804—1813 годов в качестве крейсерского судна. 24 июня (6 июля) 1805 года разбился у Энзели. | [ 44 ] [ 46 ] [ 47 ] [ 48 ] [ 49 ] [ 50 ] |
| № 6          | н/д | н/д    | н/д    | н/д | Казанское адмиралтейство | н/д    | 1797 | н/д  | С 1797 по 1802 год использовался для грузовых перевозок между портами Каспийского моря. Принимал участие в русско-персидской войне 1804—1813 годов. | [ 44 ]                                    |
| № 7          | н/д | н/д    | н/д    | н/д | Казанское адмиралтейство | н/д    | 1797 | 1806 | С 1798 по 1802 год использовался для грузовых перевозок между портами Каспийского моря. Принимал участие в русско-персидской войне 1804—1813 годов в качестве грузового, посыльного и десантного судна, в июне 1806 года стоял у Ленкорани для защиты крепости от нападений с моря. Во время шторма был выброшен на берег и разбился. | [ 44 ] [ 51 ] [ 52 ] [ 53 ] [ 54 ]        |
| № 8          | н/д | н/д    | н/д    | н/д | Казанское адмиралтейство | н/д    | 1797 | н/д  | С 1798 по 1802 год использовался для доставки грузов а суда флотилии и русские посты на берегах Каспийского моря. Принимал участие в русско-персидской войне 1804—1813 годов в качестве грузового, посыльного, крейсерского и брандвахтенного судна.                                                                                  | [ 44 ] [ 55 ] [ 56 ] [ 57 ]               |
| № 9          | н/д | н/д    | н/д    | н/д | Казанское адмиралтейство | н/д    | 1797 | н/д  | С 1798 по 1802 год использовался для грузовых перевозок между портами Каспийского моря. Принимал участие в русско-персидской войне 1804—1813 годов в качестве грузового, посыльного, крейсерского и сторожевого судна. | [ 44 ] [ 57 ] [ 58 ]                      |
| № 10         | н/д | н/д    | н/д    | н/д | Казанское адмиралтейство | н/д    | 1797 | н/д  | С 1798 по 1802 год использовался для грузовых перевозок между портами Каспийского моря. Принимал участие в русско-персидской войне 1804—1813 годов в качестве десантного судна. | [ 44 ] [ 57 ] [ 59 ]                      |
| № 11         | н/д | н/д    | н/д    | н/д | Казанское адмиралтейство | н/д    | 1797 | н/д  | С 1798 по 1802 год совершал плавания в Каспийском море. | [ 44 ] [ 57 ]                             |
| № 12         | н/д | н/д    | н/д    | н/д | Казанское адмиралтейство | н/д    | 1797 | н/д  | С 1798 по 1802 год использовался для грузовых перевозок между портами Каспийского моря. Принимал участие в русско-персидской войне 1804—1813 годов в качестве грузового судна. | [ 44 ] [ 57 ] [ 60 ]                      |

## Галиоты Сибирской флотилии
В разделе приведены все галиоты, входившие в состав Сибирской флотилии России.
| Наименование          | Ор. | Размер     | Осадка | Эк. | Верфь          | Мастер                 | Вх.  | Вых. | История службы | Прим.                |
| --------------------- | --- | ---------- | ------ | --- | -------------- | ---------------------- | ---- | ---- | --- | -------------------- |
| Охотск                | н/д | н/д        | н/д    | н/д | Охотская верфь | М. Ругачев             | 1739 | 1748 | Использовался для грузовых перевозок портами Охотского моря. 24 октября (4 ноября) 1748 года шквалом был выброшен на берег в устье реки Большая и разбился. | [ 12 ] [ 61 ] [ 62 ] |
| Захарий               | н/д | н/д        | н/д    | н/д | Охотская верфь | Захаров                | 1755 | 1766 | Использовался для грузовых перевозок портами Охотского моря. 25 октября (5 ноября) 1766 года по пути из Охотска на Камчатку в районе устья реки Воровская был выброшен ветром на берег и разбился. | [ 12 ] [ 61 ] [ 62 ] |
| Святой Павел          | н/д | н/д        | н/д    | 43  | Охотская верфь | Захаров                | 1758 | 1767 | С 1758 по 1763 год использовался для грузо-пассажирских перевозок между портами Охотского моря. Принимал участие в экспедиции П. К. Креницына и М. Д. Левашова. 8 (19) января 1767 года разбился в районе острова Седьмой Курильский. | [ 61 ] [ 62 ] [ 63 ] |
| Святая Екатерина      | н/д | н/д        | н/д    | 72  | Охотская верфь | Захаров                | 1761 | 1788 | С 1758 по 1763 и с 1771 по 1787 годы использовался для грузо-пассажирских перевозок между портами Охотского моря. С 1764 по 1767 год принимал участие в описи северо-западных берегов Америки и поиске пути из Охотского моря к устью реки Лены. С 1767 года принимал участие в экспедиции П. К. Креницына и М. Д. Левашова. Разобран в Охотске. | [ 61 ] [ 62 ] [ 63 ] |
| Святой Павел          | н/д | 17,1 х 5,8 | 2,7    | н/д | Охотская верфь | Бубнов                 | 1768 | 1774 | Использовался для грузо-пассажирских перевозок между портами Охотского моря. 3 (14) сентября 1774 года по пути из Охотска в Большерецк в устье реки Большая сел на мель и разбился. | [ 61 ] [ 62 ] [ 28 ] |
| Святой Пётр           | н/д | 17,1 х 5,8 | 2,7    | н/д | Охотская верфь | Бубнов                 | 1768 | н/д  | Использовался для грузо-пассажирских перевозок между портами Охотского моря. | [ 61 ] [ 62 ] [ 28 ] |
| Святой Константин     | н/д | 2,74       | н/д    | н/д | Охотская верфь | н/д                    | 1769 | 1786 | Использовался для грузо-пассажирских перевозок между портами Охотского моря. Разбился у Ямской крепости. | [ 61 ] [ 62 ] [ 28 ] |
| Святой Георгий        | н/д | н/д        | н/д    | н/д | Охотская верфь | А. И. Кузьмин          | 1776 | 1780 | Использовался для грузовых перевозок портами Охотского моря. | [ 18 ] [ 61 ] [ 62 ] |
| Возобновлённый Охотск | н/д | н/д        | н/д    | н/д | Охотская верфь | А. И. Кузьмин          | 1787 | 1789 | Использовался для грузовых перевозок портами Охотского моря. Разбился у Гижиги. | [ 18 ] [ 61 ] [ 62 ] |
| Святая Надежда        | н/д | 17,7 х 3,1 | н/д    | н/д | Охотская верфь | А. И. Кузьмин          | 1791 | 1792 | Использовался для грузовых перевозок портами Охотского моря. Разбился у Большерецка. | [ 18 ] [ 61 ] [ 62 ] |
| Надежда               | н/д | 3,5        | н/д    | н/д | Охотская верфь | н/д                    | н/д  | 1800 | Сведений о плаваниях не сохранилось. Разбился у Ямского острога. | [ 18 ] [ 62 ] [ 64 ] |
| Святой Николай        | н/д | н/д        | н/д    | н/д | Охотская верфь | А. И. Кузьмин          | 1799 | 1808 | Использовался для грузовых перевозок портами Охотского моря. В 1806 году был посажен его на отлогий берег в устье реки Уды, а в 1808 году сожжён. | [ 62 ] [ 64 ] [ 65 ] |
| Охотск                | н/д | н/д        | н/д    | н/д | Охотская верфь | Б. И. Вашуткин и Попов | 1805 | 1806 | Использовался для грузовых перевозок портами Охотского моря. 30 октября (11 ноября) 1806 года вынесен на отмель у Первого Курильского острова. | [ 8 ] [ 62 ] [ 64 ]  |

### Комментарии
1. 1 2 3  Галиоты «Курьер», «Соль» и «Почт-Галиот» строились по одному проекту, тип «Курьер».
2. ↑  3-фунтовые орудия.
3. 1 2 3 4 5 6 7 8 9  Указан год захвата судна у неприятеля. Дата постройки не сохранилась.
4. 1 2 3 4 5 6 7 8 9 10 11 12 13  Указан год покупки судна для нужд флота. Дата постройки не сохранилась.
5. ↑  Или Керс-Макер, собственный Eго Императорского Величества галиот.
6. 1 2  Вероятная дата постройки
7. 1 2 3 4 5  Трёхмачтовые галиоты «Кронверк», «Кроншлот», «Кронштадт», «Стрельна» и «Цитадель» строились по одному проекту, тип «Кроншлот».
8. ↑  Куплен в 1803 году.
9. 1 2 3 4  Указана длина судна.
10. ↑  По другим данным разбился в 1814 году.
11. ↑  Или «Курьер».
12. ↑  До 23 июня (4 июля) 1730 года — «Первый».
13. ↑  До 23 июня (4 июля) 1730 года — «Второй».
14. ↑  Плоскодонные парусно-гребные галиоты с одной мачтой и от 17 до 23 пар вёсел. По конструкции почти не отличались от галер.
15. ↑  До 1775 года — галиот № 5.
16. 1 2 3 4  Галиоты «Буйвол», «Верблюд», «Осёл» и «Слон» строились по одному проекту, тип «Буйвол».
17. ↑  Или «Орёл».
18. 1 2 3 4 5 6  Галиоты «Дрофа», «Лебедь», «Тарантул», «Цапля», «Донец» и «Темерник» строились по одному проекту, тип «Дрофа».
19. 1 2  Галиоты «Святой Павел» и «Святой Пётр» строились по одному проекту, тип «Святой Павел».
20. 1 2  Указана ширина судна.